# ام‌وی سیگنا
ام‌وی سیگنا (به انگلیسی: MV Sygna) یک کشتی است که طول آن ۲۱۷٫۳ متر (۷۱۳ فوت) می‌باشد. این کشتی در سال ۱۹۶۷ ساخته شد.